# Supercoppa italiana 2024 (beach soccer)
La Supercoppa italiana 2024 si è disputata il 2 giugno 2024 a Viareggio. È stata la ventesima edizione del trofeo ed è stata vinta dal Catania per la settima volta (record assoluto del trofeo).

## Partecipanti
| Squadre   | Qualificazione                    | Partecipazioni precedenti (il grassetto indica la vittoria)     |
| --------- | --------------------------------- | --------------------------------------------------------------- |
| Viareggio | Vincitore della Serie A 2023      | 3 (2013, 2017, 2018)                                            |
| Catania   | Vincitore della Coppa Italia 2023 | 10 (2005, 2006, 2007, 2009, 2012, 2016, 2019, 2021, 2022, 2023) |

## Tabellino
| Viareggio 2 giugno 2024, ore 18:00 CET                                                                                               | Viareggio | 2 – 5                                                                   | Catania | Beach Arena "Matteo Valenti" |
| \| \| \| \| \| Gori 4st’ Leo Martins 5tt’ \| Marcatori \| 5st’, 11tt’ Joseph Junior 12st’ Be Martins 3tt’ Catarino 11tt’ Giordani \| |           |                                                                         |         |                              |
| |           |                                                                         |         |                              |
| Gori 4st’ Leo Martins 5tt’ | Marcatori | 5st’, 11tt’ Joseph Junior 12st’ Be Martins 3tt’ Catarino 11tt’ Giordani |         |                              |